# 麥斯·基頓
麥斯·占士·基頓（英語：Max James Clayton，1994年8月9日—）是一名英格蘭足球運動員，司職前鋒，出身克鲁青訓系統，他亦曾代表英格蘭參賽多個不同的年齡級別的國際賽。

## 生平

### 球會
基頓在柴郡的克魯土生土長，早於6歲時已加入當地著名的克魯足球青訓學院接受訓練，於2011年4月22日年僅16歲即首演一隊處子秀，在主場2-1擊敗莫克姆的下半場入替肖恩·米勒（Shaun Miller）上陣；三天後取得第二次上陣機會，作客0-2負於韋甘比再次在賽事末段入替肖恩·米勒。
他在2011年8月6日翌季的聯賽揭幕戰作客0-3負於史雲頓再一次在下半場入替肖恩·米勒上陣。基頓逐漸在一隊取得更多的上陣機會，在10月5日於英格蘭聯賽錦標主場1-0淘汰馬爾斯菲取得處子入球；11月19日聯賽作客對莫克姆，於球隊落後一球後，剛於週中首次代表英格蘭U18上陣的基頓取代肖恩·米勒登場，隊友尼克·鮑威爾隨即射入扳平，而基頓更在完場前補時取得首個聯賽入球絕殺對手。2012年3月10日主場2-0擊敗阿克寧頓基頓再取得入球。3月10日基頓再演絕殺秀，作客基寧咸於94分鐘射入以4-3獲勝。2012年5月16日升班附加賽準決賽次回合射入一球，2-2賽和修安聯，協助克魯累計3-2淘汰對手晉級溫布萊決賽。而在決賽亦順利以2-0擊敗車頓咸，取得最後一個升班英甲的席位。
隨著肖恩·米勒於2012年夏季轉投錫菲聯後，基頓在2012/13年球季成為克魯的首選前鋒。於2012年8月11日新球季首場競爭性賽事，在英格蘭聯賽盃第一圈個人梅開二度協助克魯主場5-0淘汰哈特普爾。9月1日於聯賽主場對高雲地利射入唯一入球為克魯帶來新球季主場的首場勝仗。9月21日基頓獲選8月份「英格蘭足球聯賽每月最佳青年球員」。
2014年夏季基頓拒絕續約，並分別到新特蘭和狼隊試訓。9月18日，基頓加盟英冠球會保頓，簽約三年，據報轉會補償金約為30萬英鎊。

### 國家隊
基頓曾代表英格蘭的U16、U17、U18和U19等年齡代表隊參加青少年國際賽。
基頓參賽在墨西哥舉行的2011年U17世界盃足球賽，於6月15日最後一場分組賽以2-0擊敗烏拉圭U17射入1球，順利以首名晉級淘汰賽。

## 私人生活
麥斯的父親保羅（Paul Clayton）亦是一名職業足球運動員，同樣司職前鋒，於1980年代未至1990年代初亦曾效力克魯，並協助球隊升班上丙組聯賽。而麥斯的兄長哈利（Harry Clayton）亦是效力克魯。

## 榮譽
克魯
- 英格蘭足球乙級聯賽附加賽：2011/12年；

個人
- 英格蘭足球聯賽每月最佳青年球員：2012年8月；

## 外部連結
- 足球数据库：麥斯·基頓的球员统计数据
- 麥斯·基頓（页面存档备份，存于） @ 英格蘭足球總會